# Stéphane Poulat
Pour les articles homonymes, voir Poulat.
Stéphane Poulat, né le 8 décembre 1971 à Saint-Martin-d'Hères, est un triathlète professionnel français, champion de France de triathlon longue distance.

## Biographie

### Jeunesse
Stéphane Poulat commence le triathlon en participant à des épreuves locales de promotion dans la région grenobloise en 1988.

### Carrière en triathlon
En 2001, il s'incline pour 16 secondes devant Sylvain Dodet lors du championnat de France courte distance au lac de Vassivière.
Stéphane Poulat participe au second triathlon olympique lors des Jeux de 2004. Il termine à la 14e place avec un temps de 1 h 53 min 51 s 035.
En 2010, il remporte les championnats de France longue distance qui se déroulent à Dijon. Il prend la tête de la course en compagnie de Sylvain Sudrie qui parvient à le distancer légèrement dans les parties du parcours cycliste aux élévations plus difficiles. Ils devancent un groupe de poursuivants composé notamment d'Hervé Faure, de François Chabaud et de Franky Batelier. Il pose le vélo avec deux minutes de retard sur Sylvain Sudrie qui faiblit rapidement dans la partie pédestre. Reprenant la première position, il remporte le titre longue distance, 12 ans après avoir remporté celui en courte distance (1998).
Stéphane Poulat remporte la première édition de l'Ironman 70.3 Pays d'Aix en 2011 et établit le premier record de l’épreuve qui réunit pour l’occasion de nombreux professionnels de renom. Il sort de l'eau en première position en compagnie de son coéquipier de club Sylvain Sudrie, en comptant plus d'une minute sur d'autres prétendants tels que Olivier Marceau et Marcel Zamora Pérez. Il est rejoint dans les premières difficultés du parcours vélo et ne creuse pas d’écarts significatifs pendant une grande partie du parcours. C'est en suivant une attaque dans les derniers kilomètres de François Chabaud qu'il forme avec Sylvain Sudrie un trio de triathlètes qui arrive ensemble à la deuxième transition, et qui s’élance pour la dernière partie de l’épreuve. Accusant un léger retard sur Sudrie et Chabaud, il se relance au 10e kilomètre du semi-marathon et distance son coéquipier de 20 secondes et François Chabaud de plus d'une minute pour s'imposer en solitaire sur cette première édition en 3 h 49 min 45 s.
Il défend son titre sur l'édition 2012 et prend la tête de la course qu'il garde pendant la plus grande partie de l’épreuve. Comptant jusqu’à trois minutes d'avance sur ses poursuivants, il est victime d'une baisse de rythme et ne peut contenir le retour de son coéquipier de club, Cyril Viennot. Il lui cède la première place à quelques kilomètres de la ligne d'arrivée. Viennot au passage lui témoigne par un signe son respect et son amitié.
Il fait également partie, en tant que sergent-chef dans l’Armée de terre, de l’équipe de France militaire et participe à ce titre en 2011 à la 5e édition des Jeux mondiaux militaires, où il remporte une médaille d'or par équipe.

### Reconversion
Stéphane Poulat met un terme à sa carrière professionnelle en 2013 après avoir participé une dernière fois à l'Ironman 70.3 Pays d'Aix. C'est avec François Chabaud, qui clôture également sa carrière, qu'ils participent ensemble au Natureman, triathlon longue distance de l'arrière-pays varois. Il met un terme de la sorte à une carrière longue de 25 ans, auréolée de plusieurs titres nationaux et internationaux.
Après avoir mis un terme à sa carrière, il investit avec un associé dans un magasin de vente d'équipements sportifs, dans la ville de Bayonne, destiné à la course à pied et au triathlon. Il continue la pratique de ce sport en catégorie d'âge amateur et vise à participer à terme à l'Ironman de Kona, compétition à laquelle il n'a jamais pris part en tant que professionnel.

## Palmarès
Le tableau présente les résultats les plus significatifs (podium) obtenus sur le circuit national et international de triathlon depuis 1993.
| Année | Compétition                                               | Pays       | Position          | Temps           |
| ----- | --------------------------------------------------------- | ---------- | ----------------- | --------------- |
| 2012  | Ironman 70.3 St. Croix                                    | États-Unis |                   | 4 h 5 min 25 s  |
| 2012  | Ironman 70.3 Pays d'Aix                                   | France     |                   | 4 h 2 min 3 s   |
| 2011  | Ironman 70.3 Pays d'Aix                                   | France     |                   | 3 h 49 min 43 s |
| 2011  | Championnat de France longue distance                     | France     |                   | 3 h 54 min 37 s |
| 2011  | Championnat du monde longue distance par Équipes          | États-Unis |                   | Timing          |
| 2010  | Championnat de France longue distance                     | France     |                   | 4 h 2 min 5 s   |
| 2009  | Championnat de France longue distance                     | France     |                   | 5 h 52 min 54 s |
| 2007  | Championnat de France                                     | France     |                   | 1 h 58 min 20 s |
| 2006  | Championnat de France                                     | France     |                   | 1 h 55 min 40 s |
| 2006  | 13e étape de Coupe du monde à Pékin                       | Chine      |                   | 1 h 53 min 43 s |
| 2004  | Grand Prix de triathlon - Étape de Dunkerque              | France     | Médaille d'or     | Timing          |
| 2004  | Championnat de France                                     | France     | Médaille d'argent | Timing          |
| 2004  | 7e étape de Coupe du monde à Tiszaújváros                 | Hongrie    | Médaille d'argent | 1 h 42 min 19 s |
| 2002  | Grand Prix de triathlon - Étape de Besançon               | France     | Médaille d'or     | Timing          |
| 2001  | Championnat de France                                     | France     |                   | 1 h 54 min 19 s |
| 2001  | 3e étape de Coupe du monde à St. Anthony - St. Petersburg | États-Unis |                   | 1 h 49 min 5 s  |
| 2001  | 8e étape de Coupe du monde à Tiszaújváros                 | Hongrie    |                   | 1 h 44 min 43 s |
| 2001  | 10e étape de Coupe du monde à Cancún                      | Mexique    |                   | 1 h 32 min 35 s |
| 1998  | Championnat de France                                     | France     |                   | Timing          |
| 1998  | 5e étape de Coupe du monde à Corner Brook                 | Canada     |                   | 1 h 59 min 33 s |
| 1997  | Championnat de France                                     | France     |                   | Timing          |
| 1996  | 3e étape de Coupe du monde à Paris                        | France     |                   | 1 h 0 min 37 s  |
| 1993  | Championnat de France sprint                              | France     |                   | Timing          |